# Hema Upadhyay
Hema Upadhyay (Vadodara, 18 de maig de 1972 - Bombai, 12 de desembre de 2015) nom de naixement Hema Hirani, va ser una fotògrafa, artista i escultora índia.

## Biografia
Filla de Bina Hirani. Va estudiar art a la Universitat Maharaja Sayajirao de Vadodara. Coneguda per les seves fotografies i per ser artista d'instal·lacions escultòriques les obres de les quals s'han exposat en gran nombre de països. Des de 2004, Hema Upadhyay va presentar amb instal·lacions que formaven part de diverses mostres col·lectives com: el Centre Ullens d'Art Contemporani de Pequín, Xina; National Portrait Gallery de Canberra, Austràlia; Centre Pompidou de París, França; Museu de la Seam en Jerusalem, Israel; Museu MACRO en Roma, Itàlia; IVAM en València, Espanya; Mart Museu a Itàlia; Mori Art Museum, Tòquio, Japó; Penjador Bicocca a Milà, Itàlia; Centre Cultural de Chicago a Chicago, EUA, Escola Nacional Superior de Belles arts a París, França; Fukuoka Asian Art Museum en Fukuoka, Japó; Fundació Japó en Tòquio i l'Henie Onstad Kunssenter en Oslo, Noruega. Va ser guardonada per l'Acadèmia Nacional d'Arts, i també va ser una de les autores més cotitzades.

## Vida privada
Va contreure matrimoni amb artista Chintan Upadhyay el 1998 i es van instal·lar a Bombai. Van treballar junts en nombroses exposicions, abans de presentar una demanda de divorci en 2010. Chintan es va traslladar després a Delhi i Hema contracte a l'advocat Harish Bhambani perquè la representava en diversos casos que tenia oberts contra el seu ex-marit Chintan Upadhyay, inclòs el de divorci.
Hema Upadhyay va desaparèixer l'11 de desembre de 2015, i el seu advocat Harish Bhambani que la representava des del 2013 per en el cas d'assetjament del seu ex-marit, va desaparèixer en la mateixa època.
Va morir el 12 de desembre de 2015 als 43 anys, va ser trobada assassinada a Bombai juntament amb el seu advocat Harish Bhambani de 65 anys.

## Presentacions

### Presentacions solistes
- 2001, La nimfa i l'adult, Espai d'Art en Sydney
- 2001, Memòries de suor dolces, Galeria Chemould en Bombai
- 2004, Sota, Galeria Chemould en Bombai
- 2008, Univers gira en, Institut Singapur Tyler Print en Singapur
- 2009, Quan les abelles xuclen, Reobertura del Museu MACRO a Roma
- 2011, Moderniznation, Espace Topographie de l'Art, Festival de Tardor a París
- 2011, Princeses, Estudio La Citta en Verona, Itàlia
- 2012, Muti Migració, Galeria d'Art de Nova Gal·les del Sud en Sydney, Austràlia
- 2012, extra ordinària de la Facultat de Belles arts de Baroda i VADEHRA Galeria d'Art en Nova Delhi.

### Presentacions com convidada
- 2001, Espai d'Art, en Sydney
- 2003, VASL Internacional Artists Residency, Karachi
- 2008, Institut Imprimir Singapore Tyler, Singapur
- 2007, Mattress Factory, Pittsburgh, EUA
- 2010, Atelier Calder, Sache, França

## Galeria

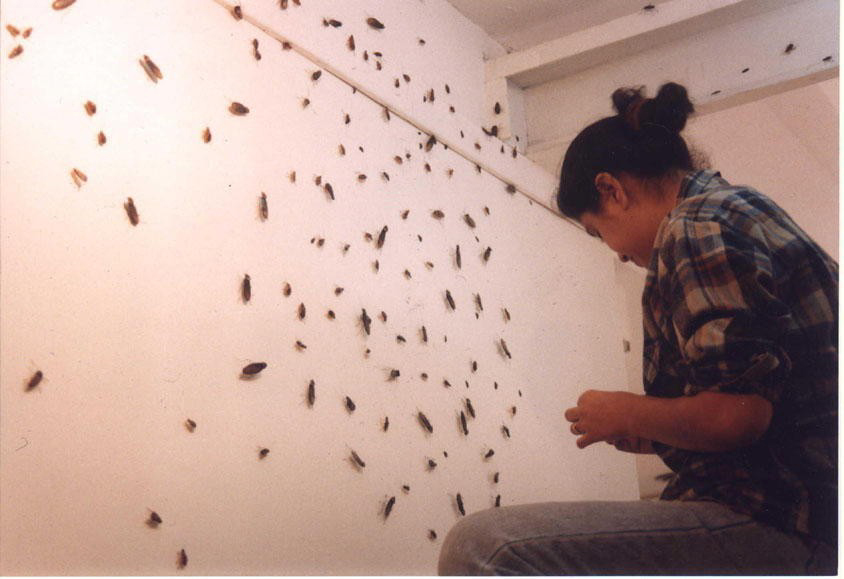
Hema Upadhyaydream en 2001
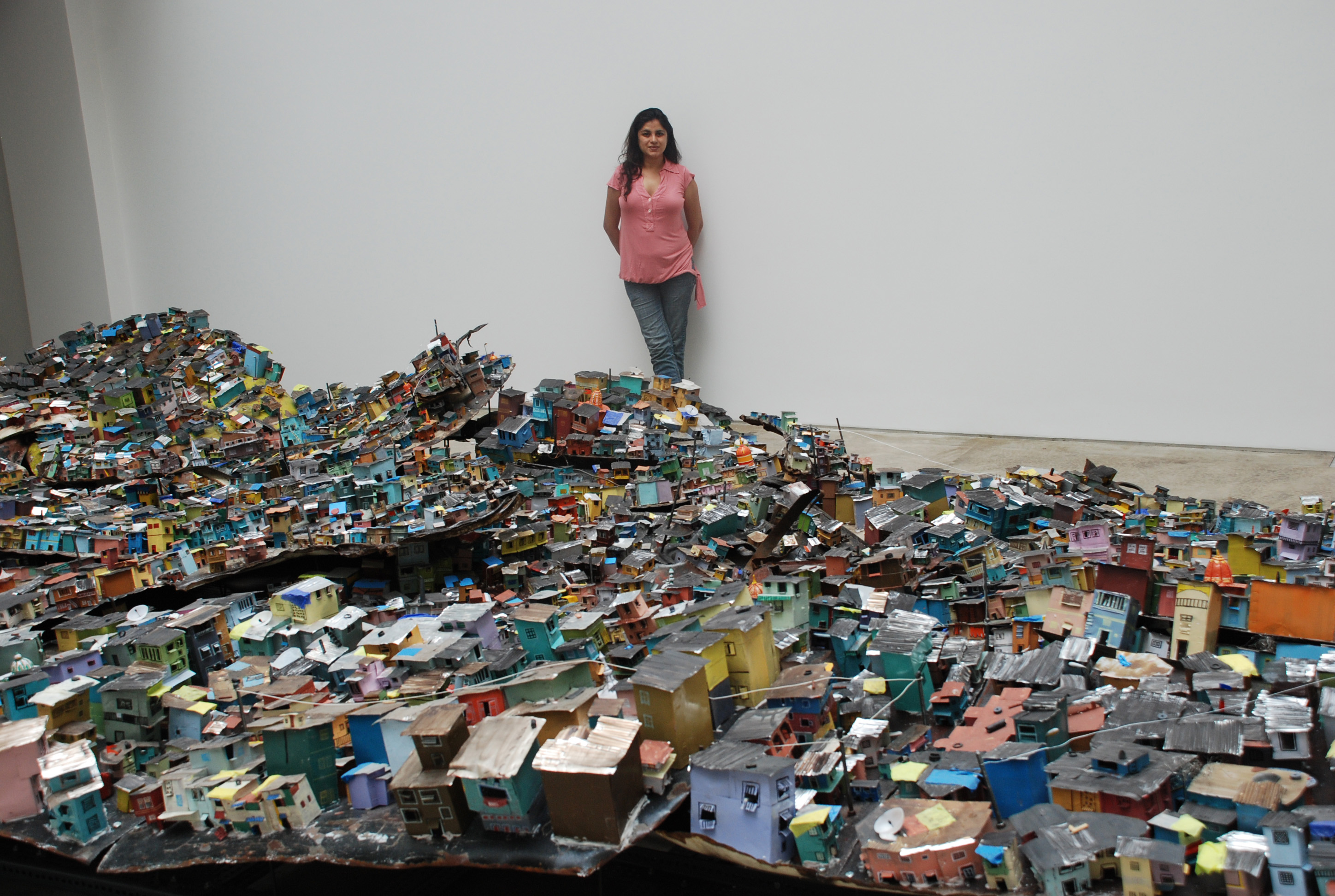
Hema Upadhyaydream en 2006
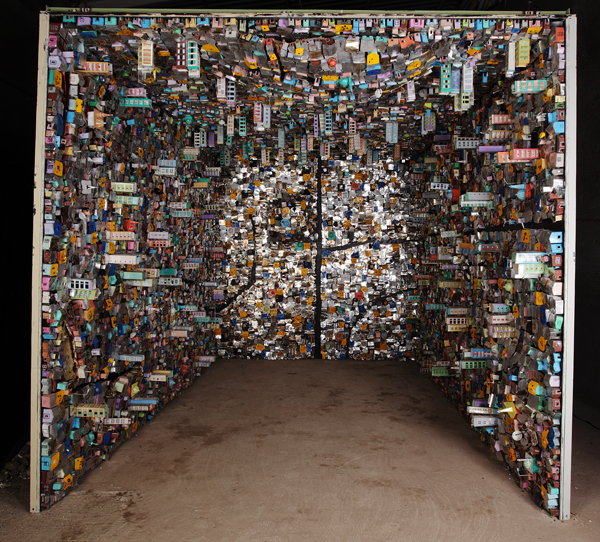
en 2009
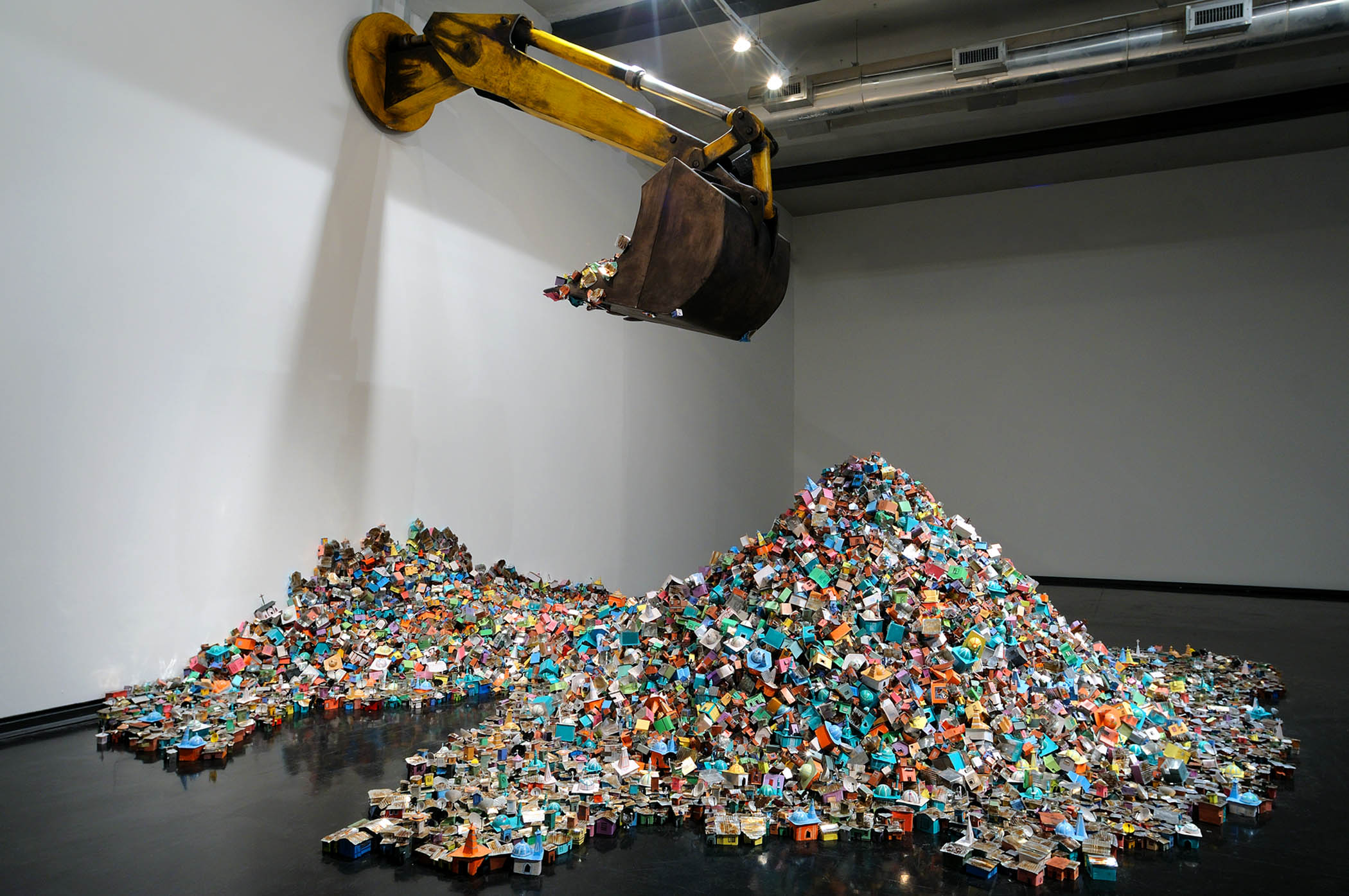
Itàlia en 2009
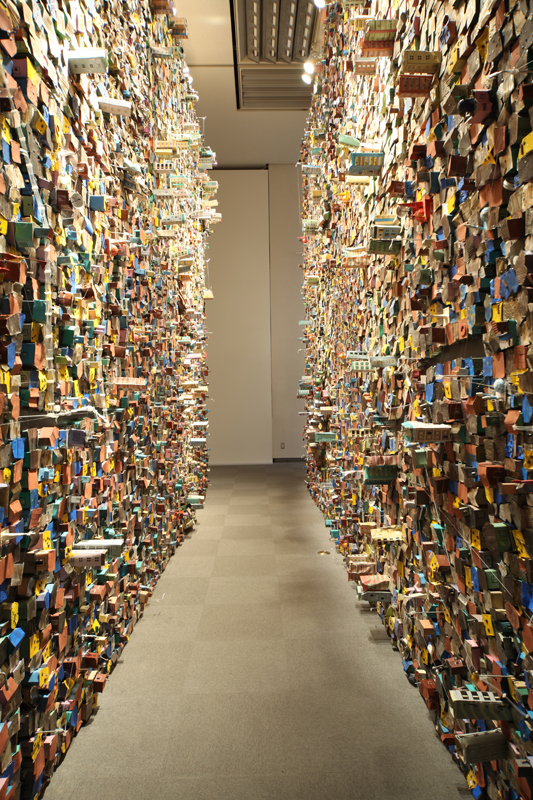
França en 2010